# Чирвино
Чирвино (укр. Чирвине) — село, Калининский сельский совет, Липоводолинский район, Сумская область, Украина.
Код КОАТУУ — 5923281709. Население по переписи 2001 года составляло 57 человек.
Найден на трехверстовке Полтавской области. Военно-топографическая карта.1869 года как хутор Чирвин

## Географическое положение
Село Чирвино находится на расстоянии до 1,5 км от сёл Аршуки, Галаевец и Хоменково. По селу протекает пересыхающий ручей с запрудой.
Рядом проходит автомобильная дорога Т-1913.